# Элизабет, Грейс
Грейс Элизабет Гарри Кейб (англ. Grace Elizabeth Harry Cabe, род. 18 марта 1997) — американская топ-модель. С 2019 года является одной из «ангелов» Victoria's Secret.

## Карьера
В 16 лет подписала контракт с агентством Next Model Management. В 2015 году начала свою модельную карьеру с кампаний Guess и Polo Ralph Lauren. В 2016 года дебютировала на показе Miu Miu . В этом же году появлялась на страницах американского Vogue и итальянского Elle. В ноябре 2016 года дебютировала на показе Victoria’s Secret Fashion Show и была объявлена лицом PINK. Также принимала участие в шоу этой компании в 2017 и 2018 годах. В 2017 году дебютировала на шоу Chanel. Появлялась в рекламных кампаниях Versace, Michael Kors, Max Mara, Hugo Boss, Carolina Herrera, Tory Burch, Zara, H&M, Chanel, Ralph Lauren, Guess, Topshop, Gap и других. С мая 2018 года является лицом Estée Lauder. В апреле 2019 года Элизабет была объявлена новым «ангелом» Victoria's Secret.
В различное время принимала участие в показах Michael Kors, Alexander Wang, Tommy Hilfiger, Carolina Herrera, Ralph Lauren, Oscar de la Renta, Tory Burch, Dolce&Gabbana, Missoni, Alberta Ferretti, Max Mara, Fendi, Versace, Moschino, Stella McCartney, Brandon Maxwell, Isabel Marant, Elie Saab, Balmain и Chanel в Нью-Йорке, Милане и Париже. Появлялась на обложках самых известных журналов, таких как Vogue, Harper's Bazaar, Elle, V Magazine, W. Работала с известными фотографами — Стивеном Майзелем, Марио Тестино, Крейгом МакДином, Дэвидом Симсом, Брюсом Вебером, Карлом Лагерфельдом, Терри Ричардсоном, Вилли Вандерперром, Патриком Демаршелье, Аласдейром Маклелланом, Инез и Винудх. Сайт Models.com включил Грейс Элизабет в список Самых высокооплачиваемых моделей, а также в список Топ 50 самых востребованных моделей мира.

## Личная жизнь
В сентябре 2019 года обручилась с Николасом Краузе. 19 марта 2020 года пара поженилась. В начале 2021 года у супругов родился сын Ноа Краузе-Кейб.